# Sitangkai
Sitangkai es un municipio filipino de segunda categoría en la provincia de Tawi-Tawi, y es el asentamiento más meridional de las Filipinas. Según el censo de 2010, tiene una población de 30.514 personas.
Se le llama la "Venecia de las Filipinas" puesto que, en lugar de carreteras, la principal vía de comunicación son los canales y las barcas, mientras que una serie de puentes peatonales unen residencias. La Barca sirve como lugar único tanto para el comercio como para el transporte.
Las principales fuentes de existencia son la pesca y la agricultura, aunque hay muy poca tierra agrícola disponible.

## Historia
Sitangkai fue creada como municipio el 26 de agosto de 1959, en virtud de la orden ejecutiva n.º 355 del Presidente Carlos P. García. El 21 de octubre de 2006, con la ratificación de la Ley de Autonomía de Mindanao Musulmán n.º 197, 16 de sus 25 barangays fueron transferidos al recientemente creado municipio de Sibutu. Todos los cuales se encuentran en la isla de Sibutu.

## Barangayes
Sitangkai está dividida políticamente en 9 barangayes.
- Datu Baguinda Putih
- Imam Sapie
- North Larap
- Panglima Alari
- Sipangkot
- Sitangkai Población
- South Larap (Larap)
- Tongmageng
- Tongusong